# 瑞草駅
瑞草駅（ソチョえき）は、大韓民国ソウル特別市瑞草区瑞草3洞にあるソウル交通公社2号線の駅。駅番号は「224」。

## 歴史
- 1983年12月17日 - ソウル特別市地下鉄公社2号線（当時）の駅として開業。
- 2005年1月1日 - ソウル特別市地下鉄公社がソウルメトロに改称。
- 2017年5月31日 - ソウルメトロとソウル特別市都市鉄道公社が統合され、ソウル交通公社の駅となる。

## 駅構造

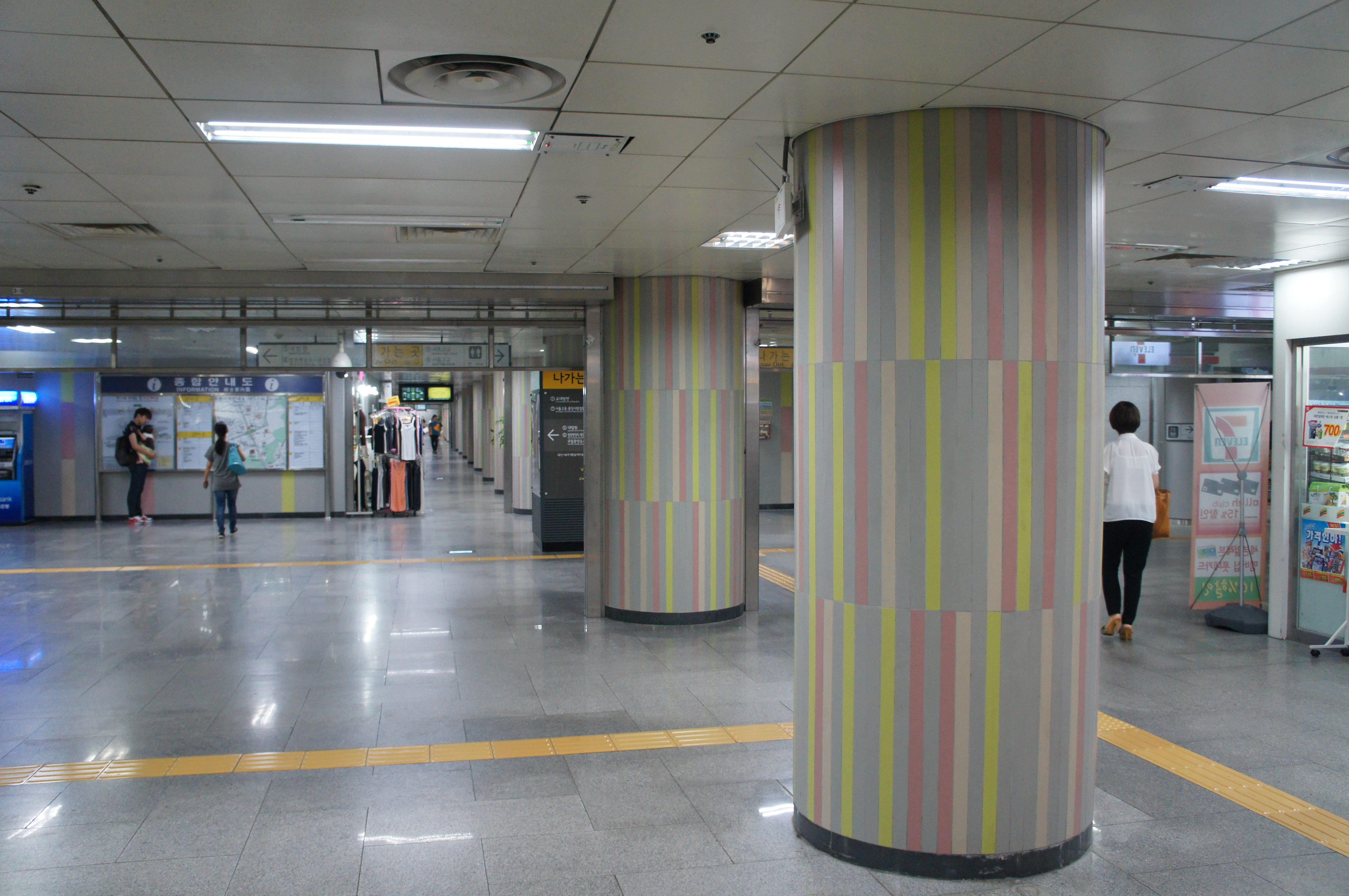
コンコース階（2014年）

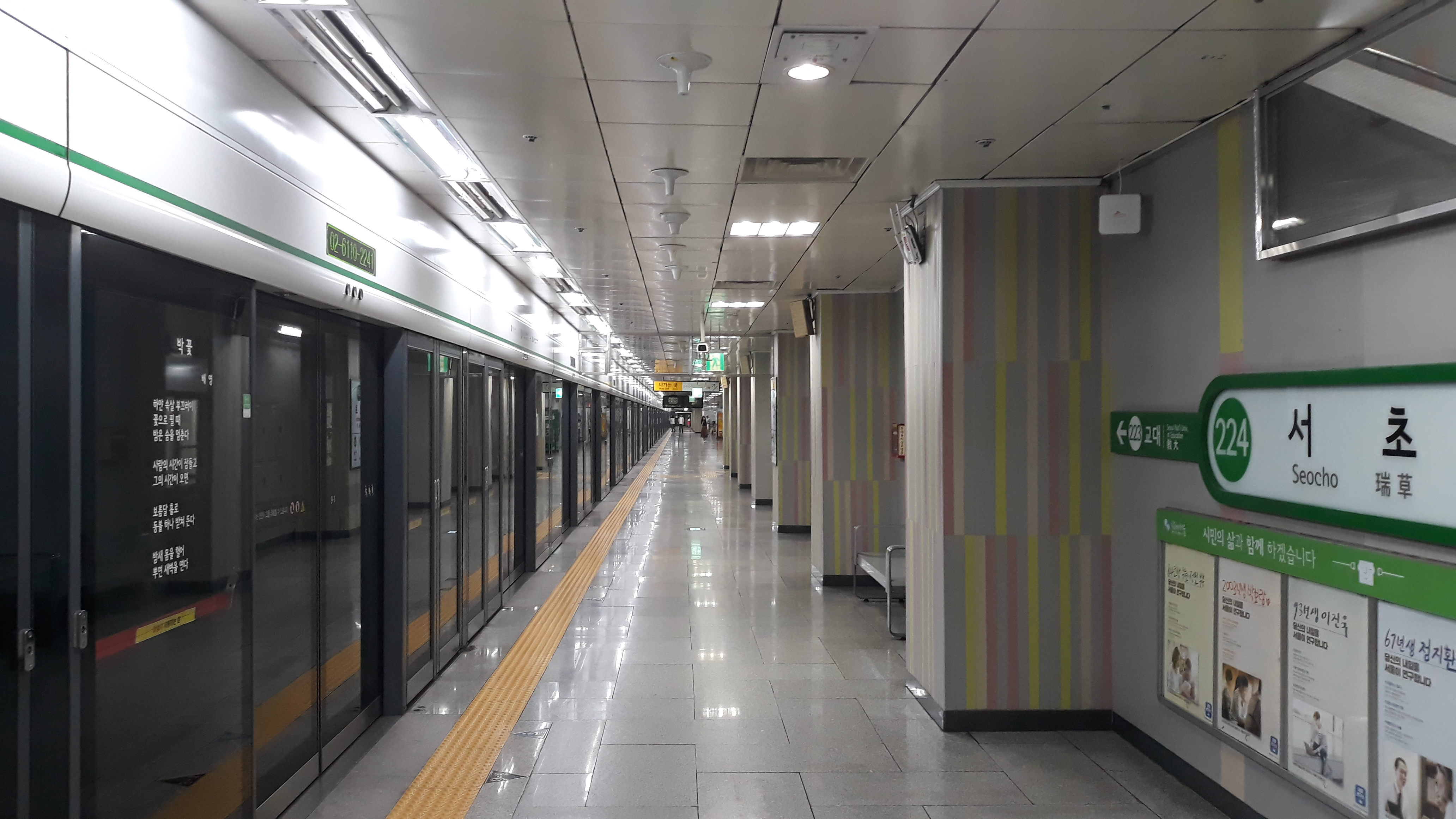
ホーム（2018年）

相対式ホーム2面2線を有する地下駅で、フルスクリーンタイプのホームドアが設置されている。
改札口は東側と西側の2ヶ所あるが、東側の改札口は内回り・外回りホーム別々に設置されている。化粧室は改札外にある。
エレベーター完備。出入口は1番から8番までの計8ヶ所ある。

### のりば
案内上ののりば番号は設定されていない。
| 内回り | 2号線 | 舎堂・大林・新道林・永登浦区庁方面 |
| 外回り | 2号線 | 教大・江南・宣陵・蚕室方面         |

## 利用状況
近年の一日平均利用人員推移は下記のとおり。
| 路線  | 路線     | 2000年 | 2001年 | 2002年 | 2003年 | 2004年 | 2005年 | 2006年 | 2007年 | 2008年 | 2009年 | 出典  |
| ----- | -------- | ------ | ------ | ------ | ------ | ------ | ------ | ------ | ------ | ------ | ------ | ----- |
| 2号線 | 乗車人員 | 16,698 | 16,278 | 15,702 | 15,590 | 16,347 | 16,677 | 16,509 | 17,178 | 17,601 | 18,118 | [ 1 ] |
| 2号線 | 降車人員 | 18,171 | 18,241 | 17,524 | 17,251 | 17,828 | 18,235 | 17,952 | 18,543 | 18,775 | 19,385 | [ 1 ] |
| 2号線 | 乗降人員 | 34,869 | 34,519 | 33,226 | 32,842 | 34,175 | 34,912 | 34,461 | 35,722 | 36,376 | 37,503 | [ 1 ] |
| 路線  | 路線     | 2010年 | 2011年 | 2012年 | 2013年 | 2014年 | 2015年 |        |        |        |        | [ 1 ] |
| 2号線 | 乗車人員 | 18,568 | 19,425 | 19,622 | 19,794 | 22,979 | 22,885 |        |        |        |        | [ 1 ] |
| 2号線 | 降車人員 | 19,798 | 20,359 | 20,586 | 20,514 | 23,442 | 23,307 |        |        |        |        | [ 1 ] |
| 2号線 | 乗降人員 | 38,366 | 39,784 | 40,208 | 40,308 | 46,420 | 46,192 |        |        |        |        | [ 1 ] |

## 駅周辺
- 国立中央図書館
- 花市場
- 大検察庁
- 大法院
- ソウル家庭法院
- ソウル高等検察庁（朝鮮語版）
- ソウル高等法院（朝鮮語版）
- ソウル高等学校
- ソウル瑞草警察署
- 瑞草中学校
- 瑞草高等学校（朝鮮語版）
- 調達庁
- 韓国地方行政研修院
- セントラルシティ
- 新世界百貨店
- マリオットホテル
- カトリック大学校ソウル聖母病院（朝鮮語版）
- アリラン国際放送

## 隣の駅
ソウル交通公社
 2号線
教大駅 (223) - 瑞草駅 (224) - 方背駅 (225)